# Храмова, Татьяна Александровна
Татья́на Алекса́ндровна Хра́мова (бел. Тацяна Аляксандраўна Храмава; род. 1 февраля 1970, Минск), в замужестве Ко́нникова (бел. Коннікава) — белорусская легкоатлетка, специалистка по прыжкам в высоту. Выступала за сборную Белоруссии по лёгкой атлетике в 1990-х годах, победительница и призёрка первенств национального значения, участница летних Олимпийских игр в Атланте.

## Биография
Татьяна Храмова родилась 1 февраля 1970 года в Минске.
Впервые заявила о себе в лёгкой атлетике на международном уровне в сезоне 1994 года, когда вошла в состав белорусской национальной сборной и выступила на чемпионате Европы в Хельсинки, где в зачёте прыжков в высоту показала результат 1,80 метра.
В мае 1995 года на соревнованиях в Гомеле установила свой личный рекорд в прыжках в высоту — 1,98 метра. Позже в той же дисциплине стартовала на чемпионате мира в Гётеборге — благополучно преодолела предварительный квалификационный этап, тогда как в финале с результатом 1,85 метра заняла итоговое 12-е место.
В 1996 году выступила на чемпионате Европы в помещении в Стокгольме (1,80), одержала победу на чемпионате Белоруссии по лёгкой атлетике. Благодаря череде удачных выступлений удостоилась права защищать честь страны на летних Олимпийских играх 1996 года в Атланте — на предварительном квалификационном этапе прыгнула на 1,90 метра и в финал не вышла.
После атлантской Олимпиады Храмова осталась действующей спортсменкой и продолжила принимать участие в крупнейших международных стартах. Так, в 1997 году она вновь стала чемпионкой Белоруссии в прыжках в высоту, отметилась выступлением на чемпионате мира в Афинах (1,85).
Завершила спортивную карьеру по окончании сезона 1999 года.